# Módi és Magni
Modi és Magni Thor fiai a skandináv mitológiában.
Modi (mode, jelentése: "a bátor") Thor és Sif fia. Nővére Trud, két féltestvére pedig Magni és Uller. Örökölte apja erejét és bátorságát. Közösen Magnival fogják majd apjuk halála után átvenni annak híres kalapácsát, a Mjölnirt. A Ragnarök után tőlük várják, hogy ellássák azokat a feladatokat, amiket addig a villám istene végzett.
Magni (magne, jelentése: "az erőteljes") Thor és az óriásnő, Jarnsaxa fia.  Ő is örökölte apja erejét és bátorságát. Háromnapos korában sikerül elmozdítania az óriás Rungnir lábát, amikor Thor megölte azt, de annak lába a nyakára esett. Jutalomképpen megkapja Rungnir lovát (Gullfaxe/Guldmane), amire még Odin is vágyakozott. A Ragnarök után Modival együtt végzik majd az addig apjuk által végzett feladatokat. Modit és Magnit olyankor idézik meg, amikor eddig Thort idézték, vagyis szél, időjárás és jó termés érdekében.
A verses Eddában így említik őket:

"Vídar és Váli vonul

az isteni szentélybe, 

ha Szurt szent lángja lohad; 

Módi és Magni kapja

Mjölnirt, ha Tór kezéből

tehetetlen kihull."

## Fordítás
- Ez a szócikk részben vagy egészben  a   Mode című svéd Wikipédia-szócikk fordításán alapul.  Az eredeti cikk szerkesztőit annak laptörténete sorolja fel. Ez a jelzés csupán a megfogalmazás eredetét és a szerzői jogokat jelzi, nem szolgál a cikkben szereplő információk forrásmegjelöléseként.
- Ez a szócikk részben vagy egészben  a   Magne című svéd Wikipédia-szócikk fordításán alapul.  Az eredeti cikk szerkesztőit annak laptörténete sorolja fel. Ez a jelzés csupán a megfogalmazás eredetét és a szerzői jogokat jelzi, nem szolgál a cikkben szereplő információk forrásmegjelöléseként.